# ポール・アンカ
ポール・アンカ（英語: Paul Anka, 1941年7月30日 - ）は、カナダ出身の歌手、シンガーソングライターである。「ダイアナ」などのヒットで知られている。

## 来歴
アンカの父親はシリアのダマスカスからカナダへ移住、母親はレバノンの正教徒移民で、彼は二人の間にカナダのオタワで生まれた。しかし彼の母親は、彼が18歳の時に亡くなってしまった。1990年にアメリカ市民権を得ている。日本では、ニール・セダカやデル・シャノンと共に、ポップスの人気歌手となり、時にはロックンローラーと誤解されることもあった。
アンカは、1957年に自分の弟のベビーシッターへの片思いを綴った自作曲「ダイアナ」でデビューした。この曲はいきなり、Billboard Hot 100の第1位を獲得した。その後、「君は我が運命」、「ロンリー・ボーイ」などのヒットを飛ばす。
1960年代半ばからはヒット曲に恵まれず低迷するが、70年代にはトム・ジョーンズに「シーズ・ア・レイディ」を提供した。また1968年にフランク・シナトラにスタンダード「マイ・ウェイ」を提供する。これは、アンカがクロード・フランソワの楽曲"Comme d'habitude"（いつものように）の歌詞を全く新たな英詞で書き直し、自身もカバーしたものである。また、自身も1974年にオディア・コーツとのデュエット曲である「二人のきずな」を、Billboardの第1位にチャートインさせ、カム・バックした。
2005年、ハードロック、グランジ、ソウルなどの曲をジャズのアレンジでカヴァーしたCD『ロック・スウィングス』を発表した。ラスベガスでのショーの回数も多い。
アンカにはAmelia、Anthea、Alicia、Amanda、Alexandra の5人の娘がいる。娘達のイニシャルはすべてA.A.で揃っている。アマンダはジェイソン・ベイトマンの妻。
2002年に日本のテレビドラマ『ゴールデンボウル』（日本テレビ系列）の主題歌に「君は我が運命」が起用され、劇中でもアンカの楽曲が何曲も使用された。
1983年に楽曲を共同制作していたが、『スリラー』の大ヒットでマイケルが多忙になりレコーディングは中止になった。その時に制作されていたのがマイケルの遺作で、ポール・アンカとマイケルの共作となる「THIS IS IT」である。アルバム『エスケイプ』に収録される「ラヴ・ネヴァー・フェルト・ソー・グッド」も同時期に制作されていた。

## ディスコグラフィ

### シングル
- ダイアナ （1957年）
- お嬢さんお手やわらかに It's Really Love（1958年）。映画『お嬢さんお手やわらかに』挿入歌。
- 君はわが運命 You Are My Destiny（1958年）
- クレイジー・ラブ（1958年）
- あなたの肩に頬うめて（英語版）（1959年）
- ロンリー・ボーイ　Lonely Boy（1959年）
- イッツ・タイム・トゥ・クライ（1959年）
- パピー・ラブ Puppy Love（1960年）
- 恋の汽車ポッポ Train of Love（1960年）
- マイ・ホーム・タウン My Home Town（1960年）
- 電話でキッス Kissin' On The Phone（1961年）
- ボサ・ノヴァでキッス Eso Beso（1962年）
- 太陽の中の恋 Ogni Volta（1964年）
- ハヴィング・マイ・ベイビー（1974年）
- ワン・マン・ウーマン（1975年）
- アイ・ドント・ライク・スリープ・アローン（1975年）
- タイムズ・オブ・ユア・ライフ（1976年）：ロジャー・ニコルズ作曲の名曲。最後のヒット。
- スーパー・ナウ Everything Is Super Now（1977年）

### アルバム
- Paul Anka, Buddah, 1971.
- Jubilation, Buddah, 1972.
- Anka, United Artists, 1974.
- Feelings, United Artists, 1975.
- Times of Your Life, United Artists, 1975.
- The Painter, United Artists, 1976.
- The Music Man, United Artists, 1977
- フリーダム・フォー・ザ・ワールド（1992年）
- アミーゴス（1996年）
- ボディ・オブ・ワーク（1998年）
- ゴールデンボウル～ポール・アンカ・オリジナル・グレイテスト・ヒッツ（2002年）
- ロック・スウィングス Rock Swings（2005年）
- クラシック・ソングス、マイ・ウェイ （2007年）
- THIS IS IT（2009年） - マイケル・ジャクソンとの共作。1983年制作
- Songs of December （2011年）
- Love Never Felt So Good（2014年) - マイケル・ジャクソンとの共作。1983年制作

### 楽曲提供
- イット・ダズント・マター・エニモア（英語版）（1959年）- バディ・ホリーに書き贈った作品。ホリーの遺作となる。
- 史上最大の作戦  (1962年)
- マイ・ウェイ （1969年） - フランク・シナトラ、シド・ヴィシャス、布施明ら、多くの歌手がカバー。
- シーズ・ア・レイディ - トム・ジョ－ンズ」(1970年)
- ANDY - 小柳ルミ子 (1977年)。
- さらば‥夏 - 田原俊彦。1983年度日本歌謡大賞受賞作品。
- 「THIS IS IT」 - ポール・アンカとマイケル・ジャクソンの共作。
- FREEDOM FOR THE WORLD　〜自由を世界に〜（1992年） - EVEがカバー。NHK『みんなのうた』で放送[6]。

## 日本公演
- 1977年

6月20日,21日 日本武道館、23日 名古屋市公会堂、27日,28日 フェスティバルホール、29日 福岡市九電記念体育館、30日 北海道厚生年金会館、7月1日 NHKホール
- 1999年

6月30日 アクロス福岡シンフォニーホール、7月2日 フェスティバルホール、3日 広島郵便貯金会館、4日 香川県民ホール、6日 静岡市民文化会館、7日 愛知県芸術劇場、8日 長野県松本文化会館、10日 仙台サンプラザホール、11日,12日,13日 Bunkamuraオーチャードホール